# Aka Høegh
Nukardleĸ Najâraĸ Eva Høegh, známá jako Aka Høegh (*16. prosince 1947, Qullissat) je grónská sochařka a malířka. Zaměřuje se na nacionalistický expresionismus a vytváří umění, které odráží místní tradiční mýty a je opředeno dědictvím a místními pověstmi. Do svých děl často začleňuje legendy, přírodu a provinční mýty a vymýšlí silná spojení mezi svým uměním a místní tradicí.

## Životopis

### Rodina a studia
Aka Høegh je dcerou bednáře Iba Petera Adolfa Thaarupa Høegha (1912–1981) a soudkyně Else Margrethe Guldborg Rosing Heilmannové (1919–2010). Jejím dědečkem z otcovy strany je Pavia Høegh (1886–1956). Jejím dědečkem z matčiny strany je farář a spisovatel Karl Heilmann (1893–1958).
Zájem Aky Høegh o umění v ní vzbudili rodiče již v raném věku. Tento zájem ještě posílil Jens Rosing, který jí ještě v dětství poskytl profesionální kreslicí nástroje. Později ji učil Hans Lynge, který byl nejen spisovatelem, ale také sochařem a malířem. Poté, co navštěvovala školu v Qullissatu a střední školu v Aasiaatu, napsala v roce 1967 na ministerstvo pro Grónsko v naději, že dostane stipendium na profesionální umělecké vzdělání, které si Aka, pocházející z chudší rodiny, nemohla dovolit. Úřady jí však doporučily, aby se raději vyučila zdravotní sestrou, což nakonec v Kodani začala, ale po krátké době toho nechala. Poté nějaký čas navštěvovala Královskou dánskou akademii umění v Kodani, kde ji učili Robert Jacobsen, Ole Christensen a Svend Wiig Hansen.

### Umělecká kariéra
Na počátku 70. let působila na pozdější umělecké škole v Nuuku, kde v letech 1973 až 1976 sama vyučovala. Nejznámější je její vedení uměleckého projektu „Kámen a člověk“ (Stone and Man) v letech 1993–1994. Zpočátku se projektu účastnilo 18 umělců ze Švédska, Finska, Norska a Faerských ostrovů.
V tomto období bylo její umění důležitým prostředkem k zachování identity Gróňanů. Prostřednictvím malířky Bodil Kaalund se její umění, které se skládalo převážně z přírodních prvků, stalo známým i v Dánsku. Byla členkou uměleckých sdružení Ex Dania a Ante por la Vida. Kromě Grónska a Dánska byla její díla vystavena také na Faerských ostrovech, v Německu, Nizozemsku, Izraeli, na Aljašce, v Mexiku, Bolívii, na Islandu, v Norsku, Švédsku, Finsku, Lotyšsku a Litvě.
V roce 2013 byla oceněna stříbrnou medailí Nersornaat. Jako členka mezinárodní umělecké skupiny "Art for Life" spolupracuje Høegh s dalšími jedenácti umělci na vytvoření největšího obrazu na světě ve Španělsku. Plánovaná velikost obrazu je 24 644 metrů čtverečních. Høegh také hostuje na Akademii umění v Kodani a její díla jsou vystavena v kampusu Grónské univerzity.

## Osobní život
19. června 1976 se provdala za lotyšského výtvarníka, spisovatele a fotografa Ivarse Silise. Manželé mají dvě děti, obě jsou rovněž umělkyněmi: Inuk Silis-Høegh (*1972) a Bolatta Tatjana Paarnaq Silis-Høegh (*1981).